# Morten Pettersen
Morten Pettersen (Fredrikstad, 18 maggio 1909 – 3 giugno 1982) è stato un calciatore norvegese, di ruolo attaccante.

## Carriera

### Club
Pettersen vestì le maglia di Lyn/Bydalen, Lisleby, Fredrikstad, ancora del Lisleby e dello Spydeberg.

### Nazionale
Conta 5 presenze e 4 reti per la Norvegia. Debuttò il 1º giugno 1930, nella vittoria per 6-2 contro la Finlandia: nel corso della sfida, siglò una doppietta.

## Palmarès

### Club

#### Competizioni nazionali
- Coppa di Norvegia: 1

Fredrikstad: 1932